# Bewer
Die Bewer ist ein linker bzw. nördlicher Zufluss der Ilme. Sie fließt ausschließlich auf dem Gemeindegebiet der Stadt Dassel.

## Verlauf
Die Bewer entspringt mitten im Elfas und ist die wesentliche Entwässerung desselben. Zwischen mischbewaldeten Erhebungen verlässt das Bachbett bald diesen kleinen Höhenzug und verläuft zunächst in südöstlicher Richtung an seinem Südrand. Am Ortsrand von Portenhagen ändert die Bewer ihre Richtung, um bis Lüthorst nach Südwesten zu fließen. Der Bach passiert dann Deitersen und mündet schließlich bei Markoldendorf in die Ilme.   

## Flora und Fauna
In und an der Bewer wurden mit dem Europäischen Flusskrebs und der Sumpfdotterblume gefährdete Arten nachgewiesen. Zum Schutz dieses Ökosystems ist eine Renaturierung durchgeführt worden.